# ریو تادوکورو
ریو تادوکورو (انگلیسی: Ryo Tadokoro؛ زادهٔ ۸ آوریل ۱۹۸۶) بازیکن فوتبال اهل ژاپن است.